# Arisaema costatum
Arisaema costatum är en kallaväxtart som först beskrevs av Nathaniel Wallich, och fick sitt nu gällande namn av Carl Friedrich Philipp von Martius. Arisaema costatum ingår i släktet Arisaema och familjen kallaväxter. Inga underarter finns listade.